# Zellerndorf (Gemeinde Zellerndorf)

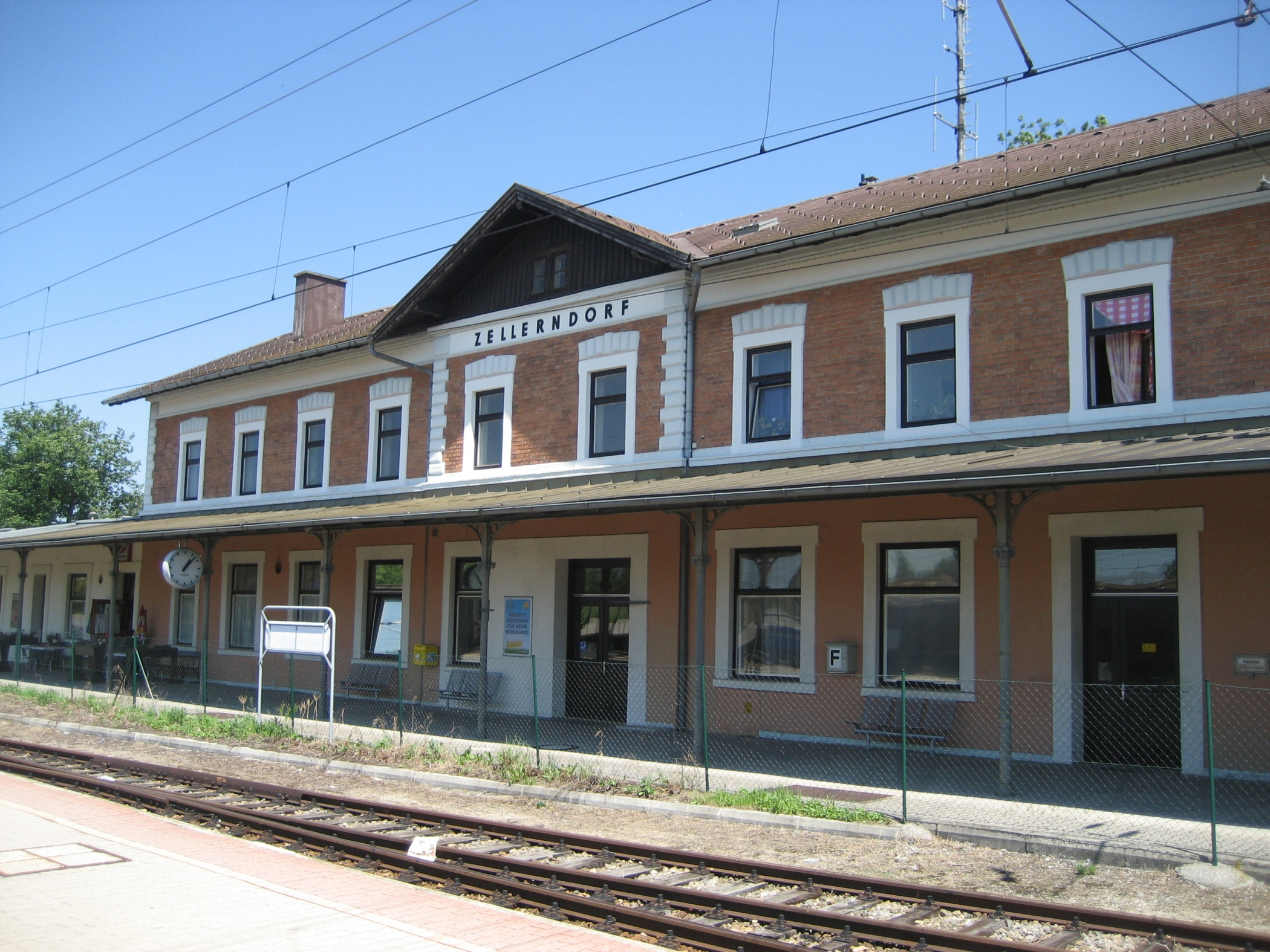
Der Denkmalgeschützte Bahnhof in Zellerndorf

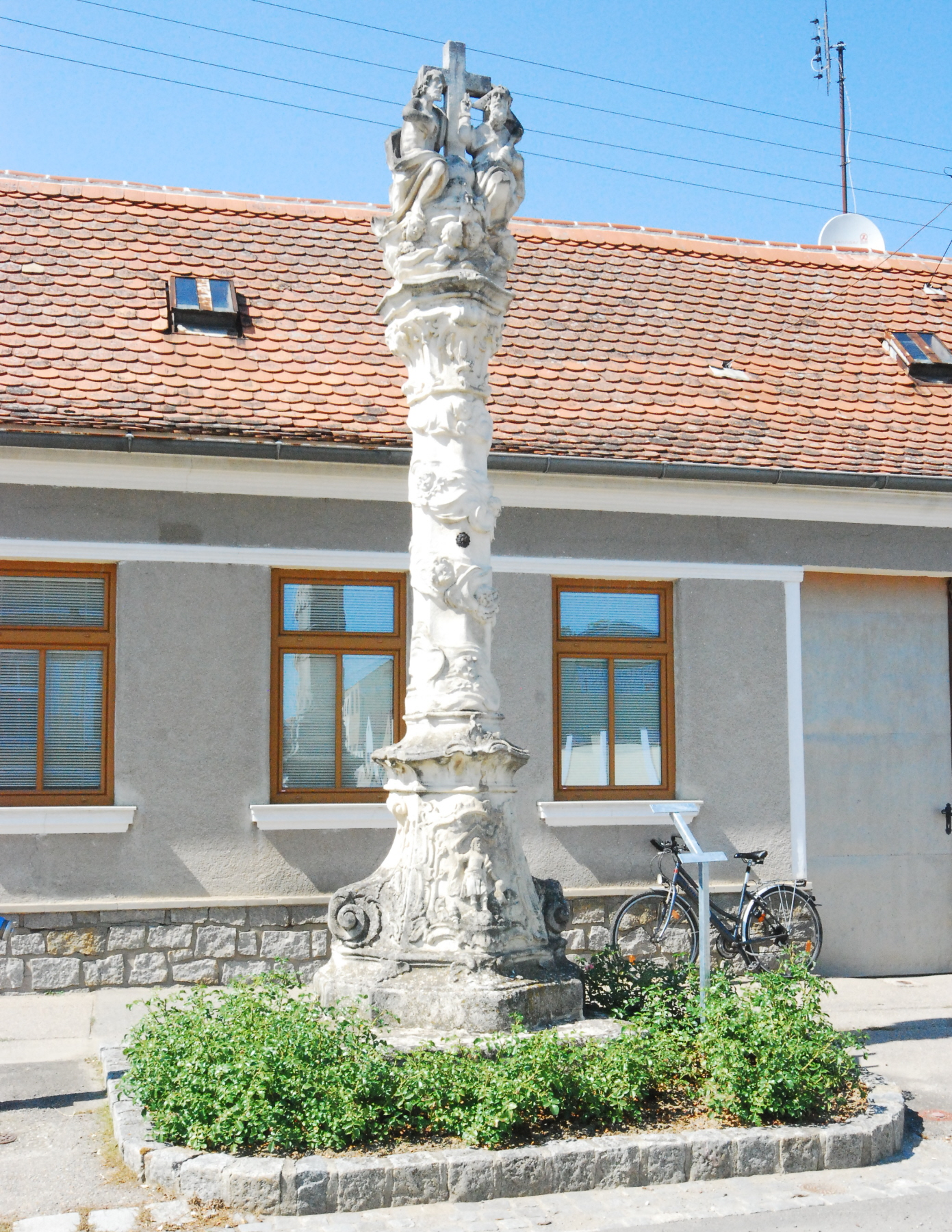
Dreifaltigkeitssäule

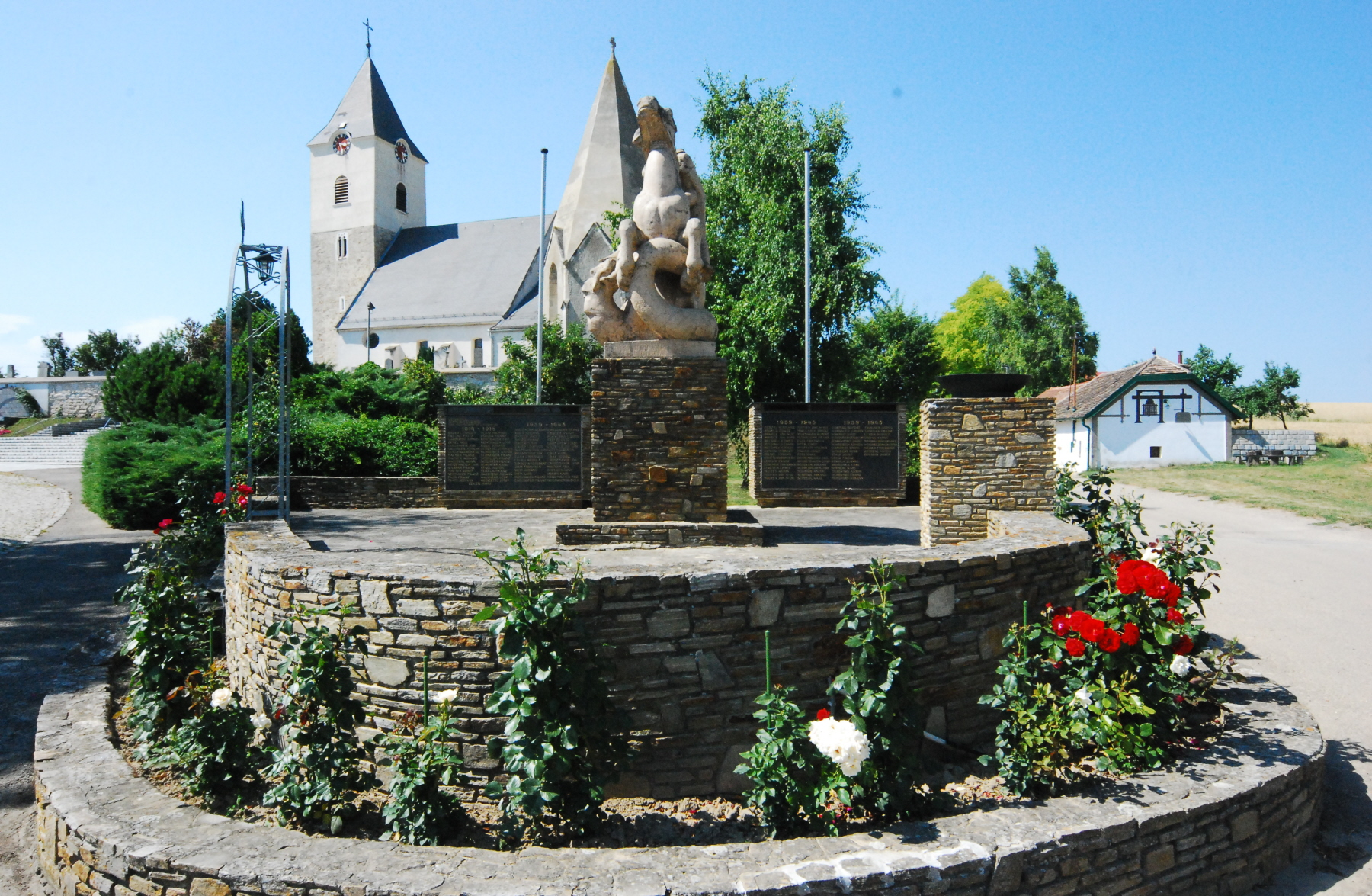
Kriegerdenkmal mit Pfarrkirche im Hintergrund

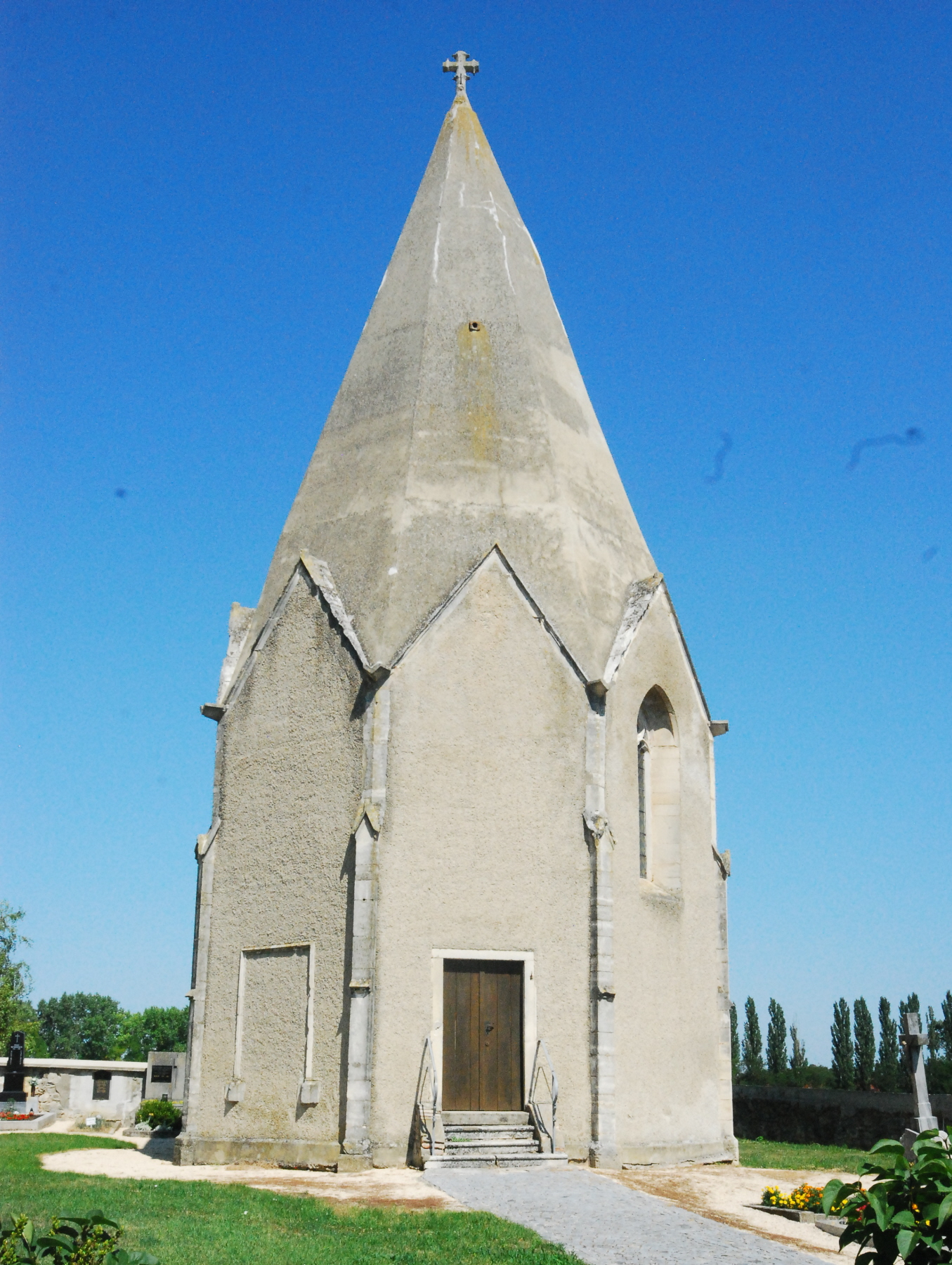
Der denkmalgeschützte Karner bei der Pfarrkirche Zellerndorf

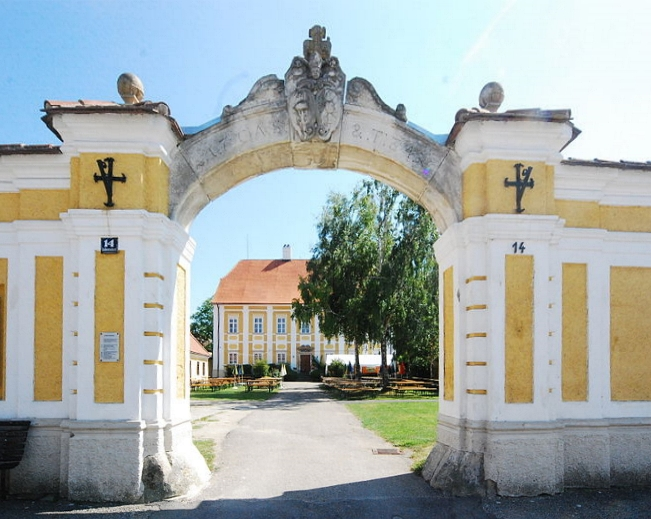
Der barocke Zellerndorfer Pfarrhof

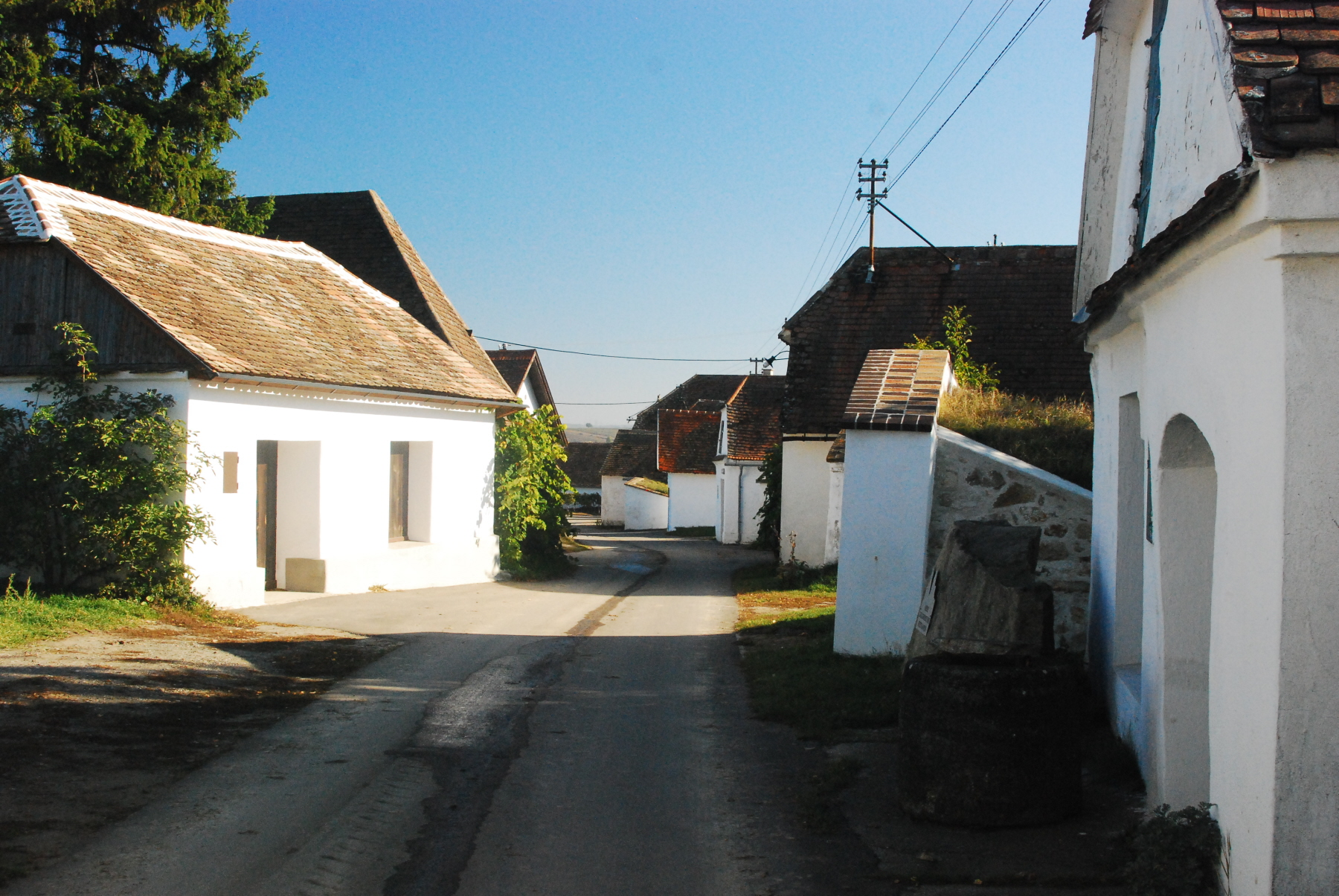
Die örtliche Kellergasse Maulavern

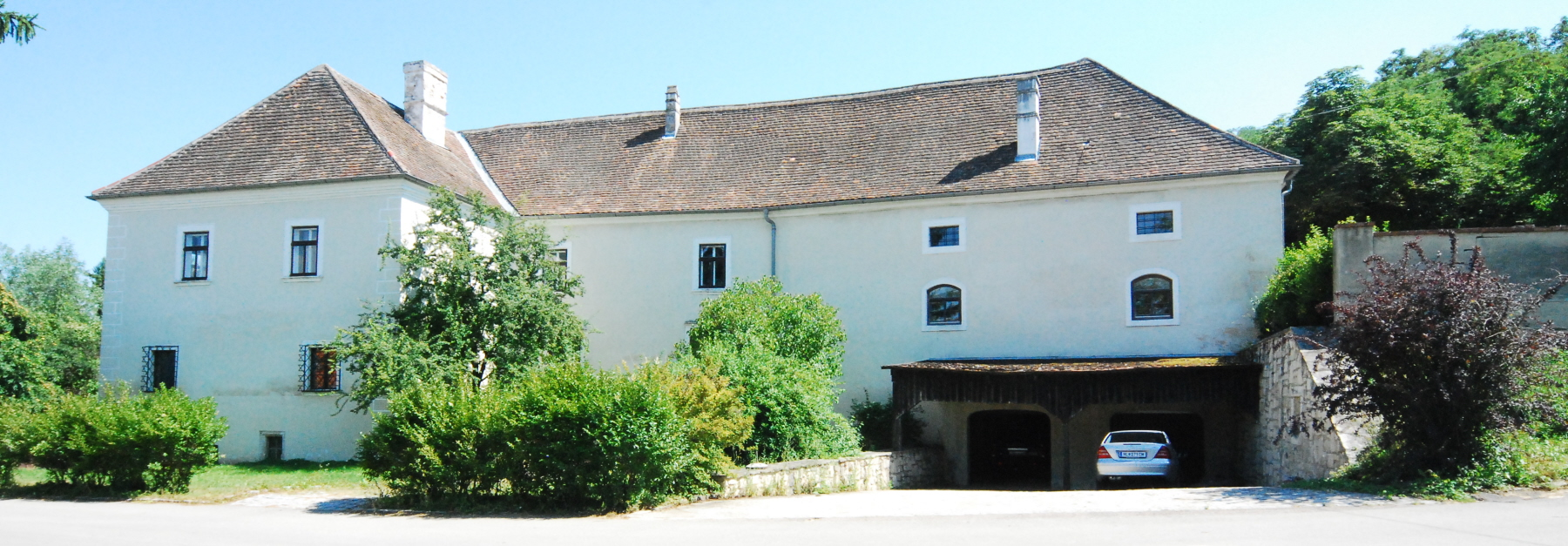
Schloßmühle Zellerndorf

Zellerndorf ist eine Ortschaft und Katastralgemeinde im österreichischen Weinviertel und der Hauptort der Marktgemeinde Zellerndorf. Bekanntheit erlangte die Ortschaft durch das alljährliche Kürbisfest.

## Geografie
Zellerndorf liegt im Weinviertel in Niederösterreich im „Retzer Land“ in unmittelbarer Nähe zu den Städten Retz und Pulkau. Die Landschaft selbst ist hügelig und besteht größtenteils aus Weingärten und Feldern.

## Geologie
Zellerndorf liegt an der Diendorfer Störung, einer geologischen Störung zwischen der Böhmischen Masse und den Alpen, die in der Vergangenheit immer wieder Schäden an Gebäuden verursacht hat. Allerdings sind nicht alle zugeschriebenen Schäden von dieser Störung verursacht. So zeigen Untersuchungen des geologischen Institutes, dass die sogenannte Zellerndorf-Formation, ein Ausläufer der böhmischen Masse zwischen Retz und Pulkau, oft kein tragfähiger Untergrund für Gebäude ist und daher Setzungsrisse und andere Schäden auftreten können. Die Diendorfer Störung ruht seit mehreren Jahren.

## Bevölkerung
Die Ortschaft Zellerndorf hat 1182 Einwohner (Stand 2011).

## Landwirtschaft
In der Landwirtschaft spielen – natürlich neben dem Weinbau – der Anbau von Getreide, Zuckerrüben, Kürbis, Gemüse, Obst und Sonnenblumen eine große Rolle.

## Geschichte

### Frühsteinzeit bis 1000 n. Chr.
Die ältesten archäologischen Funde in Zellerndorf stammen aus der frühen Bronzezeit. Hier sind mehrere Funde im Bereich der Pfarrkirche und der alten Ziegeleien (Hofstötter und Paß) verortet. Sowohl Siedlungsgruben, als auch Hockergräber wurden dort in der ersten Hälfte des 20. Jahrhunderts geborgen.
In der frühen Eisenzeit war der Bereich um Zellerndorf Teil der Hallstätter Kultur. Die Bevölkerung unterlag dem keltischen Einfluss und übernahm vermutlich relativ friedlich etwa um 450 v. Christus die keltischen Bräuche und Kultur. Für den Ort Zellerndorf ist eine Besiedelung aller Epochen bis in das 10. Jahrhundert nach Christus mit Wohn- und Grabfunden belegt. Ob diese aber wirklich durchgehend erfolgte, ist ungewiss. Die meisten der Funde fanden für Zellerndorf im Bereich der alten Ziegeleien und der Kirche statt. Zwar gehörte Zellerndorf dem Großmährischen Reich an und es sind Einzelfunde wie zum Beispiel eine Bronzemünze, die man im Bereich der Zellerndorfer Kirche fand (datiert zwischen 751 und 775 n. Chr.), belegt, jedoch spricht man hier von „Verdichtungszentren“ und nicht von Siedlungen, die aber nicht als örtliche Zentren zu sehen sind. Jedoch lässt sich Zellerndorf durch vorhandene Funde als lediglich (irgend)ein Zentrum slawischer Besiedlung im 9. Jahrhundert bezeichnen. Diese Annahme wird auch durch den Namen Zellerndorf verstärkt, der auf einen slawischen Personennamen mit *cel- oder *sedl- anlautet.
Während des 10. Jahrhunderts kam es immer wieder zu Magyareneinfällen. Diese Zeit zeichnet sich durch das Fehlen von Quellen aus.

### Von 1000 n. Chr. bis 1500 n. Chr.
Im Laufe des 11. Jahrhunderts wurde dieser Teil des Weinviertels sukzessive Teil der Babenberger Mark. Erst im 12. Jahrhundert werden vier der sechs Orte zum ersten Mal genannt. Zellerndorf wird zum ersten Mal 1149 als „Celdrandorf“ im Göttweiger Traditionskodex erwähnt. Der Name ist in anderen Quellen auch als Celdramendorf und Celderendorf überliefert. Der Name dürfte ein slawischer Personenname sein, Celedrem – Schläfriger, Schlafmütze und celý, tschech., ganz, drêmati, aslaw., Schlummer. Dieses wurde später zu „Zellerndorf“ verballhornt. Im Göttweiger Traditionskodex wird mit diesem Eintrag ein Lehen von Warmund von Eggenburg an das Stift Göttweig belegt.
Vom 12. bis zum 14. Jahrhundert war Zellerndorf unter vielen Grundherren zersplittert. Die Mächtigsten unter ihnen waren die Grafen von Hardegg. Im Laufe des 15. Jahrhunderts gingen die Teile der Gemeinde nach und nach in den Besitz der Eitzinger von Eitzing über. Zu erwähnen ist, dass Zellerndorf in dieser Zeit immer nur ein Nebenschauplatz herrschaftlicher Besitztümer war. Es gab kein Geschlecht, das Zellerndorf als Zentrum seiner Herrschaft gesehen hätte und entsprechend wechselten auch die Besitzer der ohnehin zersplitterten Besitztümer offenbar rasch und an viele unterschiedliche Herren.

### Von 1500 n. Chr. bis 1700 n. Chr.
Nachdem die Eitzinger im 15. Jahrhundert zur bedeutendsten Grundherrschaft im heutigen Gemeindegebiet aufgestiegen waren, sind diese Besitztümer im 16. Jahrhundert unter der Herrschaft Schrattenthal zum Teil als Besitz, zum Teil als Lehen zum größten Teil vereint. Die Befreiung aus der Grundherrschaft und die Entstehung einer eigenen Herrschaft Zellerndorf passierte etwa im letzten Viertel des 16. Jahrhunderts. 1590 wird Sebastian II. Grabner zu Rosenburg im Besitz von 57 Häusern und der Ortsobrigkeit für Zellerndorf erwähnt. Des Weiteren 13 Häuser in Watzelsdorf und 14 Häusern sowie der Ortsobrigkeit in Dietmannsdorf. Dieser überlässt 1604 das Amt einem Albrecht Hoffmann zu Unternalb, der alles wiederum 1605 an Ludwig von Starhemberg verkauft. Dieser übergibt das Gut an seinen Bruder Martin und dessen Frau Sidonia, kauft aber alles 1613 wieder zurück. Der Besitzumfang beträgt zu diesem Zeitpunkt unter anderem 54 Untertanen, Renten aus dem Burgrecht, Zins, Frondiensten und Weingärten und Einnahmen durch unterschiedliche Zehente auf die Feldfrüchte sowie eine Mühle.
1614 wird Otto Friedrich Geyer durch Tausch zum Besitzer der Herrschaft Zellerndorf. Der Protestant bringt die Gemeinde in eine finanzielle Schieflage und wird 1620 geächtet. Seine Güter wurden konfisziert. Das gesamte Gut wird einem kaiserlichen Pfleger unterstellt. Ein gewisser Hans Unterholzer erwirbt 1622 das marode Gut, der es aber noch vor 1627 an Ferdinand Dillher verkauft. Die Quellen sprechen aber in der folgenden Zeit von weiterhin maroden finanziellen Verhältnissen der Gemeinde, bis das gesamte Gut schließlich 1710 an das Wiener Jesuitenkolleg verkauft werden muss.
Parallel zu diesen Vorgängen im 16. Jahrhundert löste sich Deinzendorf 1572 als eigene Herrschaft unter Ulrich von Eitzinger heraus. Dieser vererbt Deinzendorf an seinen Sohn Georg. Die Herrschaft ist durch Ulrich schwer verschuldet übernommen worden und ist es noch, als Georg stirbt. Georgs Witwe übergibt das Gut schließlich nach dessen Tod seinen Brüdern, von denen es schließlich Albrecht ganz übernimmt. Deinzendorf wird zu seinem Hauptsitz. 1594 verkauft Albrecht Deinzendorf an Jakob Franz Herberstein. Dieser stirbt ohne männlichen Erben und teilt 1660 den Besitz unter den Töchtern auf. 1702 erben die Nichte der Tochter Octavia Esther Ötting namens Constantia Elisabeth und ihr Mann, Christoph Georg Schallenberg den Besitz.

### Von 1700 bis 1945
Nachdem die Lage der Zellerndorfer Herrschaft als marode überliefert ist und der Besitz weiter zersplitterte und sich wieder auf mehrere Grundherrschaften aufteilte, wurde 1710 die verbliebene Herrschaft Zellerndorf an das Jesuitenkolleg Wien verkauft. Nachdem der Jesuitenorden 1773 aufgehoben wurde, wurde Zellerndorf dem staatlichen Exjesuitenfonds der Kameraladministration unterstellt. Von dieser wurde 1826 Zellerndorf vom Schottenstift Wien gekauft.
1713 brach im nahen Deinzendorf – und in der Folge in Zellerndorf – die Pest aus. Im Österreichischen Erbfolgekrieg mussten Zellerndorf und die Orte im Gemeindegebiet wechselnden Armeen immer wieder Versorgung (Einquartierungen, Proviantlieferungen) bieten. In beiden Orten zusammen starben bei dieser Epidemie 124 Personen an der Pest. 1832 und 1836 ist jeweils eine schwere Cholera-Epidemie überliefert.
Im Jahr 1848 wurde die Grundherrschaft in Österreich aufgelassen und dies betraf auch Zellerndorf. 1850 fanden die ersten Gemeindewahlen in Zellerndorf statt. Zum Bürgermeister wurde Leopold Putz gewählt. Am 15. Juli 1866 drangen marodierende Preußische Truppen in den Ort ein. Sie verlangten von den Zellerndorfern Versorgungsgüter, aber keine Einquartierungen – wegen des schlechten Wassers in Zellerndorf, wie der damalige Pfarrer in seinen Aufzeichnungen berichtet.
Nach dem Abzug der Preußen im August grassierte im gesamten Gemeindegebiet die Cholera. Der damalige Pfarrer von Zellerndorf schrieb dazu, dass die Menschen von der Krankheit ungewöhnlich schnell, nämlich oft schon mehrere Stunden nach ihrem Ausbruch, dahingerafft waren.
Am 8. September 1870 wurde Zellerndorf an die Nordwestbahn angeschlossen. Daraufhin folgte bis 1890 ein starker Zuzug von Eisenbahnern nach Zellerndorf und einem damit verbundenen deutlichen Bevölkerungswachstum. Zellerndorf wurde durch den darauf folgenden Bau der Verbindungsbahnen nach Sigmundsherberg und Laa an der Thaya zum Verkehrsknotenpunkt.
Im Ersten Weltkrieg starben 33 Soldaten, sechs wurden vermisst und elf Soldaten waren in Kriegsgefangenschaft. Durch den Bahnhof und der günstigen Verkehrstechnischen Lage, richtete das Militär eine Durchgangsstation ein, durch welche die Züge mit Verwundeten von der Front versorgt wurden. Ab 1915 war Zellerndorf von den Versorgungsproblemen mit Lebensmitteln und Verbrauchsgütern stark betroffen.
Nach der Machtübernahme der Nationalsozialisten fuhr am 26. Oktober 1938 ein Zug mit Adolf Hitler von Znaim kommend durch den Zellerndorfer Bahnhof. Der Jubel und der Zulauf der Zellerndorfer war so groß, dass der Zug 10 Minuten hielt und Adolf Hitler sogar das Fenster öffnete, um den Menschen zuzuwinken. Bekannt ist, dass es wenig Widerstand der Kirche gegen die Nationalsozialisten gab. Lediglich der Pfarrer von Watzeldorf wurde wegen „Spionageverdacht“ 1938 verurteilt. Etwaige Aneignung von jüdischen Eigentum wurde geschichtlich nicht aufgearbeitet, bzw. wird in zeitgenössischen Quellen nicht darüber berichtet. Am 8. Mai 1945 wurde Zellerndorf von sowjetischen Truppen besetzt. Es wird berichtet, dass gerade in den ersten Tagen nach der russischen Besetzung von den Sowjets ausgiebig geplündert, gemordet und vergewaltigt wurde. Die Nachkriegssituation in Zellerndorf war Versorgungstechnisch ähnlich wie im Rest Österreichs. Allein im Jänner 1945 erkrankten 40 Kinder an Typhus.

## Wirtschaft
Zellerndorf verfügt über mehrere Handwerksbetriebe und Nahversorger. Der Hauptteil sind Landwirtschaftliche Betriebe, wobei der Weinbau stark dominiert. Die meisten Arbeitskräfte in Zellerndorf pendeln aber aus.

## Verkehr
Seit 1870 ist Zellerndorf an die Nordwestbahn angeschlossen, eine direkte Verbindung nach Wien und nach Znaim.

## Kultur und Sehenswürdigkeiten

### Regelmäßige Veranstaltungen
- Kürbisfest im Retzer Land